# Артефакт (археология)

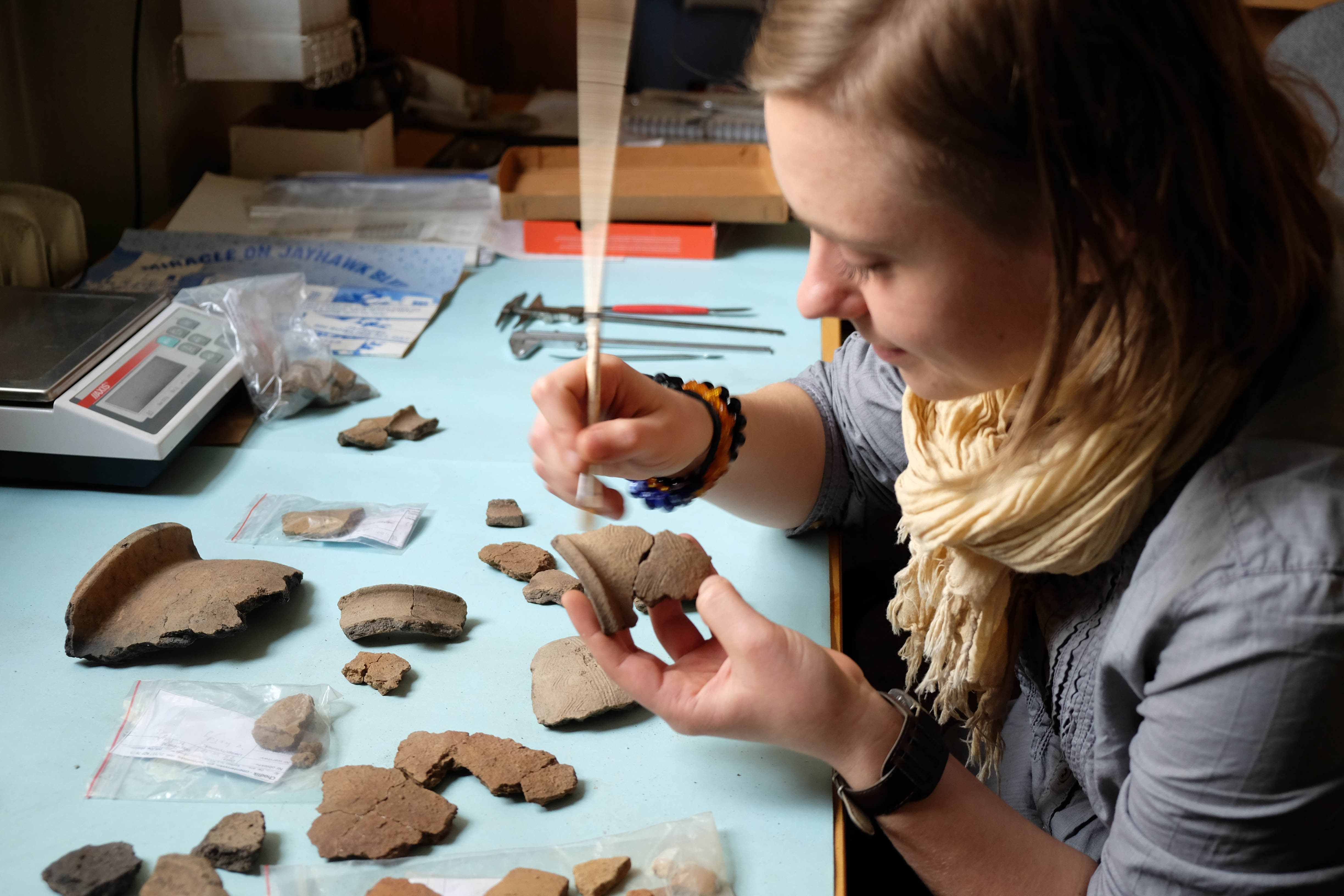
Польский археолог изучает фрагменты керамики, найденные при раскопках раннесредневекового поселения

Артефа́кт (лат. artefactum от arte — искусственно + factus — сделанный) — в археологии — объект, подвергнутый в прошлом направленному механическому воздействию, обнаруженный в результате целенаправленных археологических раскопок или какого-либо единичного, иногда случайного события. Примерами артефактов являются каменные инструменты, ювелирные изделия, оружие, керамика, постройки и их детали, угли древнего костра, кости, имеющие следы воздействия человека и др. Артефакты изучаются археологами, которые производят раскопки археологических памятников, исследуют и публикуют находки и результаты раскопок и восстанавливают по этим данным историческое прошлое человечества. Ценные с точки зрения науки или искусства артефакты демонстрируются в музеях и на выставках.

## Терминология
Слово артефакт в русскоязычной литературе используется относительно недавно и является заимствованием из английского языка (англ. artifact, artefact), которое в свою очередь происходит от лат. ars (искусственно) + лат. factum (сделанное). Термин проник в первобытную археологию, а затем в другие отрасли археологии из биологии и медицины. Также в русскоязычной литературе для названия артефактов использовались или используются такие эквивалентные термины:
- вещественные источники. При использовании этого термина обычно подразумевается, что речь идёт об артефактах, которые не содержат каких-либо надписей. Артефакты, содержащие письмена, называют «письменными источниками».
- предметы материальной культуры. Здесь слово «культура» используется в том же смысле, что и в термине археологическая культура.
- археологические памятники. Этот термин имеет более широкое значение, археологическими памятниками также называются более крупные объекты, такие как, например, древнее поселение в целом. Археологическими памятниками чаще всего называются особо ценные артефакты.
- археологические находки. Среди них выделяются индивидуальные находки и массовые находки.

Применение термина артефакт в археологии в целом нельзя признать приемлемым из-за его семантики. Априорно очевидно, почти все археологические находки изготовлены человеком. Термин применяется только в случаях решения альтернативы происхождения предмета между объектами природного происхождения и объектами, выполненными человеком. При доказательстве изготовления предмета человеком, предмет признаётся артефактом.

## Изучение артефактов
Археологи систематизируют найденные артефакты, сопоставляя разные совокупностей вещей и определяя их последовательности во времени. Они выделяют, в частности, способ изготовления артефактов, существующий на данной территории в течение долгого времени, выделяют археологические культуры, изучая по найденным черепкам керамических сосудов изменения в керамике и т. п.
По внешнему виду артефактов не всегда можно сразу понять, для чего они предназначались. В этом могут помочь исследование характера изношенности орудий, остатки какого-либо вещества на орудиях и сосудах.
Артефакты обретают особую ценность, когда известно взаиморасположение мест их обнаружения. Например, наконечник стрелы, найденный в области живота скелета погребённого с высокой вероятностью свидетельствует о том, что этого человека убили, тогда как такой же наконечник, обнаруженный в мусорной куче, может означать, что он просто попал в мусор при разделке туши убитого стрелой зверя.
Иногда даже единичный артефакт может рассказать о многом. Так, например, найденное в могиле золотое распятие способно рассказать о религиозных представлениях погребённого (о том, что он был христианином), о его социально-экономическом статусе (достаточно высоком, чтобы обеспечить ему возможность приобрести столь дорогой предмет), о примерной дате погребения (если распятье имеет специфическую форму).